# Philipp Goldmann
Philipp Friedrich Theodor Goldmann (* 14. August 1783 in Grünberg im Landkreis Gießen; † 19. Mai 1858 in Gießen) war ein deutscher Jurist und Landrat.

## Leben
Philipp Friedrich Goldmann wurde als Sohn des Advokaten Philipp Theodor Goldmann und dessen Ehefrau Susanne Menzler geboren. Sein jüngerer Bruder Wilhelm (1792–1873) wurde später Jurist und Politiker.
An der Justus-Liebig-Universität Gießen, wo er Mitglied der Studentenverbindung Corps Hassia-Gießen zu Mainz war, studierte er Rechtswissenschaften und war, bevor er am 4. Oktober 1812 zum Justizamtmann in Londorf ernannt wurde, als Advokat am Hofgericht Gießen tätig.
Am 12. Oktober 1812 wurde er zum Landrat im Kreis Schotten ernannt und übte dieses Amt – unterbrochen durch einen halbjährigen Ruhestand – bis zum 30. August 1832 aus, als er in Vöhl das Amt des Kreisrats übernahm.
Zum 22. Oktober 1842 ging Goldmann endgültig in den Ruhestand.